# Alessandra Carbone
Pour les articles homonymes, voir Carbone (homonymie).
Alessandra Carbone est une mathématicienne et informaticienne d'origine italienne. Elle est professeure au département d’informatique de l'université Pierre-et-Marie-Curie depuis 2003. Elle dirige depuis 2009 le laboratoire de biologie computationnelle et quantitative, qui associe biologistes, bio-informaticiens, mathématiciens et physiciens. Ce laboratoire étudie le fonctionnement et à l’évolution des systèmes biologiques. Elle est membre senior de l'Institut universitaire de France depuis 2003 et elle a reçu le prix Irène-Joliot-Curie en 2010.

## Carrière
Après un doctorat en mathématiques à l'université de la ville de New York en 1993, elle a effectué ses recherches post-doctorales à l'université Paris-Diderot de 1993 à 1995, puis à l'université technique de Vienne entre 1995 et 1996. Elle a enseigné au département informatique de l'université Paris-Est-Créteil-Val-de-Marne de 1996 à 2003 et a été professeure associée à l'Institut des Hautes Études Scientifiques de 2000 à 2003. Elle enseigne et dirige ses recherches au département d’informatique de l'université Pierre-et-Marie-Curie depuis 2003.

## Distinctions
Le prix Joliot-Curie de la Femme scientifique de l'année lui est décerné en 2010 par le jury présidé par Françoise Barré-Sinoussi. Il récompense ses travaux dans le projet Help Cure Muscular Dystrophy ,. Ces travaux consistent à modéliser les interactions protéine-protéine pour celles intervenants dans les maladies neuromusculaires, afin de trouver des traitements contre les myopathies et d'autres pathologies similaires. Compte tenu du temps de calcul estimé pour la modélisation de ces interactions (qui est estimée à 14 siècles pour les 168 protéines retenues par le projet), le projet, mené en collaboration avec des spécialistes d'autres domaines dans une optique transverse, a fait appel pour sa première phase à des grilles de calcul distribuées, en s'appuyant sur World Community Grid.
Alessandra Carbone est par ailleurs récipiendaire en 2012 du prix Grammaticakis-Neuman décerné par l'Académie des Sciences et de la légion d'honneur en 2014.

## Publications
- A.Carbone et S.Semmes, A Graphic Apology for Symmetry and Implicitness, Mathematical Monographs, Oxford University Press, 2000.